# Bupalo
Bupalo (in greco antico: Βούπαλος?, Boupalos; Scio, ... – ...; fl. VI secolo a.C.) è stato uno scultore greco antico.

## Biografia
Figlio di Archermos di Scio e appartenente a una famiglia di scultori, visse fra il VII e il VI secolo a.C., verso la sessantesima Olimpiade; infatti è situabile in questo tornio di tempo perché di lui Plinio il Vecchio ricorda la rivalità con Ipponatte, sorta a causa di un suo ritratto offensivo del poeta efesino; tra l'altro, molti frammenti ipponattei citano Bupalo, in modo sempre alquanto offensivo.

## Opere
Insieme al fratello Atenide, Bupalo avrebbe scolpito statue di divinità a Delo e una Artemide a Io. Plinio rapporta che Bupalo aveva scolpito nella isola di Scio un acroterio bifronte di Artemide e l'aveva fatto sistemare in un luogo elevato, in modo tale che il volto della statua pareva triste e severa a coloro che entravano nel suo tempio, ma all’uscire sembrava graziosa e sorridente. Bupalo realizzò anche la prima statua della fortuna per gli abitanti di Smirne. 